# Anthurium bucayanum
Anthurium bucayanum är en kallaväxtart som beskrevs av Thomas Bernard Croat. Anthurium bucayanum ingår i släktet Anthurium och familjen kallaväxter. Inga underarter finns listade.